# 1703 en santé et médecine
| Années de la santé et de la médecine : 1700 - 1701 - 1702 - 1703 - 1704 - 1705 - 1706    |
| Décennies de la santé et de la médecine : 1670 - 1680 - 1690 - 1700 - 1710 - 1720 - 1730 |

Cet article présente les faits marquants de l'année 1703 en santé et médecine.

## Événements
- 7 décembre : une tempête fait huit mille morts dans le Sud de l'Angleterre[1].
- 1702-1703 : au Québec, une épidémie de variole fait entre deux et trois mille morts, dont trois à quatre cents dans la ville de Québec[2].

## Naissances

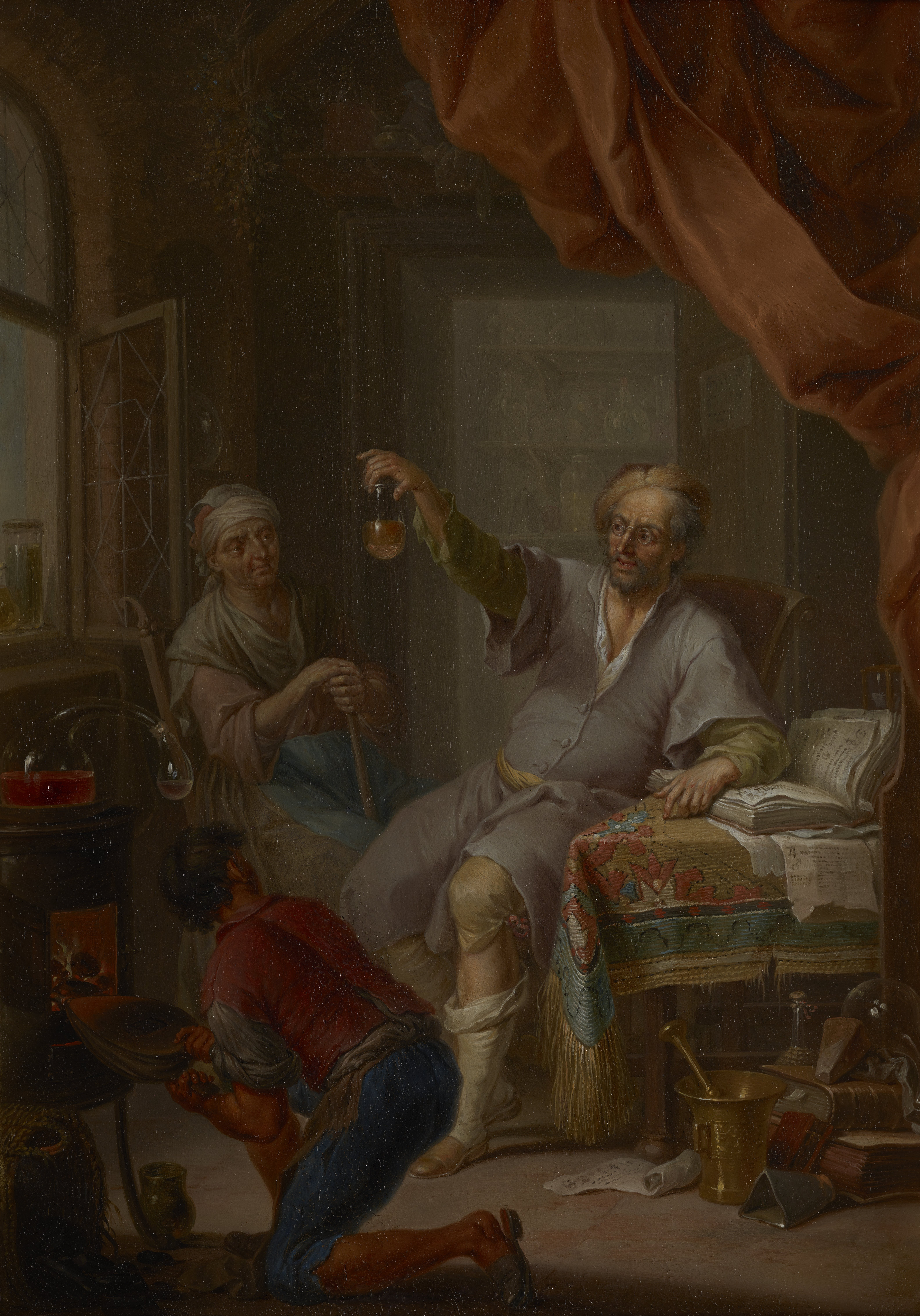
L'Alchimiste médical
Chemical Heritage Foundation

- 8 janvier : André Levret (mort en 1780), médecin obstétricien.
- 15 janvier : Johann Ernst Hebenstreit (mort en 1757), médecin et naturaliste allemand.
- 21 juin : Joseph Lieutaud (mort en 1780), médecin provençal.
- 28 juin : John Wesley (mort en 1791), prêtre, voyageur, essayiste et diariste britannique, auteur d'un ouvrage très populaire sur le moyen « facile et naturel de soigner la plupart des maladies[3],[4] ».
- 23 août : Robert James (mort en 1776), médecin anglais.
- 1er septembre : William Battie (mort en 1776), médecin aliéniste anglais[5].
- 15 septembre : Guillaume-François Rouelle (mort en 1770), apothicaire et chimiste français.
- 3 octobre : Franz Christoph Janneck (mort en 1761), peintre autrichien de la période baroque qui a peint L'Alchimiste médical.
- John Taylor (mort en 1772), ophtalmologue anglais.

## Décès
- 25 mai : Charles-François Félix, ou Charles-François Félix de Tassy (né vers 1635), chirurgien.
- 26 mai : Samuel Pepys (né en 1633), haut fonctionnaire de l'Amirauté anglaise, diariste de la grande peste de Londres (1665-1666).
- 28 octobre : John Wallis (né en 1616), mathématicien anglais, précurseur de la phonétique, de l'éducation des sourds et de l'orthophonie.